# География на Франция
Франция е страна разположена в Западна Европа, в пределите на зоната на широколистните гори, а крайния юг – в субтропичния, сридиземноморски пояс, на бреговете на Атлантическия океан и Средиземно море. Нейна територия е и големия остров Корсика на югоизток.

## Географско положение, граници, големина, брегова линия
В съвременните си граници Франция има площ от 547 030 km², която ѝ отрежда 2-ро място по големина в Европа след Украйна, от тях 8750 km² е остров Корсика. Франция граничи със 7 държави по суша. На север с Белгия (дължина на границата 620 km) и Люксембург (73 km), на североизток с Германия (446 km), на изток с Швейцария (572 km) и Италия (515 km), на югоизток с Монако (4,5 km) и на юг с Испания (650 km). Морските граници на страната са 3317 km, от които с Атлантическия океан – 2075 km и със Средиземно море 1242 km, в т.ч. 625 km брегова линия на остров Корсика. Максималната дължина на страната от север на юг е приблизително 960 km, а от запад на изток – 980 km.
Територията на Франция, заедно с остров Корсика се простира между 41° и 51°с.ш. и между 5°з.д и 10°и.д. Крайните точки на страната са следните:
- крайна северна точка – (51°05′21″ с. ш. 2°32′44″ и. д. / 51.089167° с. ш. 2.545556° и. д.), брега на Северно море, на границата с Белгия.
- крайна южна точка – континентална (42°19′59″ с. ш. 2°31′58″ и. д. / 42.333056° с. ш. 2.532778° и. д.), билото на Пиренеите, на границата с Испания, на 3 km южно от село Ламанер; островна (41°20′01″ с. ш. 9°15′32″ и. д. / 41.333611° с. ш. 9.258889° и. д.), остров Лавезу, в протока Бонифачо, на юг от остров Корсика.
- крайна западна точка – континентална (48°24′44″ с. ш. 4°47′47″ з. д. / 48.412222° с. ш. 4.796389° з. д.), нос Корсен, на полуостров Бретан; островна (48°26′44″ с. ш. 5°09′04″ з. д. / 48.445556° с. ш. 5.151111° з. д.), остров Литуз, на запад от полуостров Бретан.
- крайна източна точка – континентална (48°58′03″ с. ш. 8°13′54″ и. д. / 48.9675° с. ш. 8.231667° и. д.), на левия бряг на река Рейн, при устието на река Лаутер, на границата с Германия; островна (42°16′56″ с. ш. 9°33′36″ и. д. / 42.282222° с. ш. 9.56° и. д.), източен бряг на остров Корсика.

Бреговете на страната се предимно ниски, акумулативни или лагунни, със слабо вдаващи се в сушата заливи – Бискайски и Сен Мало на Атлантическото крайбрежие, Лионски на крайбрежието на Средиземно море). Бреговете на протоците Ламанш и Па дьо Кале са абразивни, невисоки, но стръмни, а бреговете на полуостровите Котантен и Бретан са от риасов тип. Крайбрежието на Средиземно море на изток от Лионския залив е скалисто, образувано от разположените непосредствена близост крайни разклонения на Приморските Алпи, като това е т.нар. Френска Ривиера.

## Релеф
Около 2/3 от територията на Франция е заета от ниски и хълмисти равнини, простиращи се в северните, централните и западни райони на страната. Най-голяма от тях се явява разположения на север Парижки басейн. На югозапад се простира Аквитанската (Гаронска) низина. Крайбрежните райони на низината (т.нар. Ланди) представляват верига от дюни, с височина до 100 m, простиращи се паралелно на брега на Бискайския залив. На северозапад равнините преминават в Армориканските възвишения, а на североизток и изток те са обградени от средновисоки планини – Ардените (по-голямата им част е извън пределите на Франция) и Вогезите. На юг равнините са ограничени от най-значителния по площ планински район на Франция Централния Френски масив, съставен от средновисоки планини, със силно денудирана повърхност. В неговите централни части (Оверн) се простира обширно вулканично плато с редица древни конуси и кратери (вулканичния купол Мон Дор, кратера Кантал, веригата конуси Пюи). Южните и югозападни части на масива представляват система от силно окарстени плата (Гран Кос и др.), дълбоко разчленени от каньони. Северозападните, североизточните и източните периферии на Централния Френски масив са заети от ниски кристалинни плата (Лимузен, Морван, Севени и др.). Между Централния Френски масив и Алпите, в дълбок грабен е разположена Ронската низина, преминаваща на юг в Лангедокската низина, обкръжаваща Лионския залив. На изток, на територията на страната навлиза и малка участък от западната част от Горнорейнската низина.
На югоизток в субмеридионално направление се простират Западните Алпи. Техните високопланински части – Савойските, Грайските и Приморските Алпи, се състоят от кристалинни хребети, прорязани от напречни и надлъжни долини, като в гребеновидната зона преобладават планинско-ледниковите форми на релефа и множество ледници. Тук на границата с Италия се издига най-високата точка на страната и Европа връх Монблан 4807 m. Западните периферии на Алпите, т.нар. Предалпи се състоят от средновисоки, силно разчленени от ерозия, на места силно окарстени варовикови хребети. Северно продължение на Предалпите се явява планината Юра. В югозападната част на Франция се простират северните дялове на Пиренеите с височина до 3298 m (връх Винмал), които на север със стръмни склонове и дълбоки долини се понижават към Аквитанската (Гаронска) низина. За релефа на остров Корсика са характерни средно високите планини – максимална височина връх Мон Сенто (2710 m).

## Геоложки строеж, полезни изкопаеми
По-голямата част от територията на Франция се отнася към областта на херцинската нагъвателна епоха. Съвременната структура на епихерцинската платформа се състои от древни масиви (югозападната част на Ардените, Централния Френски масив и Армориканския масив, осовите зони на Пиренеите и Вогезите), изградени от сложно нагънати комплекси от горния докамбрий (силно метаморфозирани скали и гранити) и палеозоя (предимно морски наслаги от камбрия до долния карбон). Във формирането на фундамента голяма роля е изиграла кадомската нагъвателна епоха (преди 650 – 540 млн.години), съответстваща на байкалската нагъвагелна епоха в Сибир. Древните масиви са разделени от полегати потъвания и синклинални басейни (Парижки и Аквитански), запълнени с мезозойски и кайнозойски наслаги, съставени от варовици, мергели, креди, глини, пясъчници и пясъци. Южна, Югозападна и Югоизточна Франция се отнася към областта на алпийската нагъвателна епоха (предпланините на Пиренеите, Прованс, Алпите, Юра, Корсика). Съвременния релеф на Франция е създаден в резултат на общо издигане, завършило в края на кайнозоя. В Централния Френски масив по пукнатинни разломи през кайнозоя започнали мощни изливания на лава, създали големите съвременни вулканични масиви.
От откритите и разработвани находища на полезни изкопаеми във Франция най-значителни са запасите на желязни руди, боксити, калиеви соли, природен газ, каменни въглища и уран. Находищата на железни руди (Мец – Тионвил, Лонгви, Брие, Нанси) са с общи запаси 4 млрд.т и са привързани към юрските наслаги в Лотарингския басейн. Големите находища на боксити (общи запаси 100 млн.т) са свързани с мезозойските варовици в Прованс (департамента Вар). Залежите на калиеви соли, достоверните и вероятните запаси, на които съставлавят 300 млн.т (предимно K2O) са съсредоточени в Елзас (Мюлуз). Най-големите находища на природен газ (Лак) със запаси 150 млрд.m³ и големите находища на нефт (Парантис ан Борн) със запаси 12,1 млн.т са разположени в Аквитанския басейн. Основните каменовъглени басейни на страната във Валансиен и Лотарингия с общи запаси 9,5 млрд.т са свързани с нагънатия фундамент на епихерцинската платформа. Находищата на уранови руди (Лимузен, Форез, Морван) са привързани към херцинските гранити на Централния Френски и Арморикански масиви, с общи запаси на U3O8 43 хил.т. Разработват се също находища на волфрам (12 хил.т WO3) в Централния Френски масив, флуоритов шпат (7 млн.т) и висококачествен талк (247 хил.т) в Източните Пиренеи, олово (630 хил.т) и цинк (800 хил.т), калай (4 хил.т), сребро и злато (в полиметалните руди), сяра и серен пирит и различни строителни материали.

## Климат
В по-голямата част от територията на страната господства преноса на влажен морски въздух от Атлантическия океан, което обуславя преобладаването на климат с относително мека зима, топло лято, при висока годишна сума на валежите, които като правило надвишават изпарението. По крайбрежието на Средиземно море, южната част на Ронската низина и Корсика климатът е субтропичен от средиземноморски тип с топла влажна зима и горещо сухо лято. В Алпите и Пиренеите климатът съществено се изменя във височина от средимноморски до високопланински нивален. Средните януарски и февруарски температури в равнините и нископланинските райони на изток и североизток са от 1 – 3°С (отчита се студове до -20°С), на запад и югозапад до 5 – 7°С, а на юг от 8 до 10°С. Средните юлски и августовски температури в равнините на север са 16 – 18°С, на югозапад до 20 – 22°С, а на юг 23 – 24°С. Най-високата годишна сума на валежите (1500 – 2000 mm) се отбелязва по западните склонове на Алпите, Вогедите, Севените и западните райони на Пиренеите. На полуостровите Бренат и Котантен и на запад в Аквитания падат до 800 – 1200 mm, а на останалите равнини 600 – 800 mm. Най-малко количество валежи (500 – 800 mm) годишно падат в Ронската низина, а също във вътрешнопланинските долини и в източните части на средиземноморското крайбрежие. По сезони валежите са разпределени повече или по-малко равномерно с изключение на средиземноморските райони със сухо лято. В равнините устойчива снежна покривка не се образува, но снеговележите са ежегодни. В планините, в зависимост от експозицията на склоновете и други фактори, устойчива снежна покривка се наблюдава над 500 – 1000 m, на височина над 2500 – 3000 m тя се задържа от 7 до 11 месеца.

## Води
Най-големите реки на Франция: Лоара, Рона, Сена, Гарона и част от средното течение на Рейн на изток принадлежат към 3 водосборни басейна – на Атлантически, Североморски и Средиземноморски. Реките течащи през северните и западните равнинни раойни имат широки долини, малък наклон и предимно дъждовно подхранване. Те са пълноводни целогодишно, със слаб максимум през зимата и не замръзват. Тези реки са плавателни, а много от тях са свързани помежду си с канали. Реките от централните части на страната обикновено образуват дълбоко врязани долини и тяхното подхранване е смесено – дъждовно и снежно. Реките, водещи началото си от Алпите и Пиренеите, текат в дълбоки долини и в тяхното подхранване основна роля имат снежните и ледниковите води, повишаващи рязко нивата им през лятото, а зимните им нива са ниски. На територията на Франция е разположена южната част на Женевското езеро, което е единственото голямо езеро в страната.

## Почви
Във Франция най-широко разпространение имат кафявите горски почви, като на северозапад те се съчетават с кисели торфено-подзолисти. В Парижкия басейн върху льосовидни наслаги преобладават типичните кафяви горски почви, а в районите с варовиково-куестови ридове – кафявите рендзини. Подобни почви са характерни и за източната част на Аквитанската низина, а за нейната западна част – силно оподзолени почви. В планината Юра, в южната част на Централния Френски масив и в Предалпите върху карбонатни скали са разположени торфено-карбонатни и приходно-карбонатни, предимно чакълести почви. В Централния Френски масив значителни площи са заети от планински разновидности на кафявите горски почви, а в неговите централни части – Оверн – вулканични почви. Всичките почви във Франция са подложени на силна ерозия. В средиземноморските райони са разпространени чакълестите, а също и силно ерозирани почви под ксесофитните гори и храсти и червеноцветни почви тип „тера роса“.

## Растителност
Горите покриват около 25% от територията на Франция. Преобладават вторичните гори и изкуствените насаждания. Големи горски масиви са съсредоточени в западните райони на Аквитания (предимно изкуствени носаждения на борови гори), в източната част на Парижкия басейн, в Алпите и Пиренеите. В източната част на Аквитания дъбовите гори са в съчетание с изкуствено насадени кестенови гори, като тук има и елементи от субтропична храстова растителност. В северната част на страната широко са разпространени буковите, дъбовите и габъровите гори. На северозапад преобладават ливадите и пасищата. В южната, средиземноморска част на страната основните видове растителност са храстовите формации от гарига и маквиси и редки гори съставени от вечнозелени видове дъб и южни видове бор. В средновисоките планини горите заемат склоновете им чак до върховете. В Алпите дъбовите и кестеновите гори на височина 700 – 800 m де дменят с букови, смърчови, елови, борови и лиственични гори, изкачващи се на височина до 1600 – 1900 m. По северните склонове на Пиренеите горната граница на горите се изкачва до 1800 – 2100 m. Нагоре и в Алпите, и в Пиренеите следват субалпийски храсти и пасища, преминаващи на височина 2100 – 2300 m в пасища от алпийския пояс.

## Животински свят
В горските, предимно планински райони на Франция най-характерните бозайници са дива горска котка, лисица, бурсук, хермелин, благороден елен, сърна, елен лопатар, дива свиня, белка, заек, а по най-високите части се срещат дива коза, планински козел, алпийски мармот, хамстер. Има многочислени видове птици: яребици, лещарки, бекаси, блатобегачи, свраки, дроздове, врабчета, гълъби, ястреби, соколи, а на юг – фламинго. В реките и крайбрежните морета има различни видове риби.

## Природни райони
В зависимост от релефа, геоложкия строеж, климата, водите, почвите и растителността територията на Франция се поделя на 9 природни района.
- Парижки басейн – район прадставляващ хълмиста равнина с умерено влажен климат, гъста мрежа от пълноводни реки и значителни площи селскостопански земи за сметка на унищожените широколистни гори.
- Арморикански възвишения – хълмист район с влажен климат, изкуствено създадени храстови формации и ливади, малки масиви от широколистни гори, пасища и овощни градини.
- Аквитания – представлява хълмиста равнина с широко разпространение на алувиалните наслаги, топъл и влажен климат, големи изкуствено създадени масиви от борови гори на запад и широколистни гори в съчетание с лозя и градини на изток.
- Централен Франски масив – район със средновисоки планини с влажен климат, широколистни и иглолистни гори, пустеещи земи (пустоши) и планински пасища.
- Вогези – средновисока планина с влажен климат и големи масиви от борово-смърчови гори.
- Алпи – високопланински район с ясно изразена височинна зоналност, включваща комплекс от горски, ливадни и нивални ландшафти.
- Лангедокска и Ронска низини – плоски, на места силно заблатени равнини със средиземноморски климат и редуване на субтропични храсти, гори и обработваеми земи.
- Пиренеи – високопланински район с влажен предимно умерен климат, пълноводни реки, широколистни и иглолистни гори и височинна зоналност на ландшафтите.
- Корсика – остров с предимно планински релеф и с най-добре изразените във Франция средиземноморски ландшафти.

## Население
Гъстотата на населението във Франция е 115 души/км2. Общо раждаемостта във Франция е една от най-високите в Европа – 2,01 деца на жена в репродуктивна възраст.

## Официален език
Френски. Други езици – окситански, бретонски, корсикански, немски (Елзас).

## Столица
Париж (9800 хил. ж.). По-големи градове – Марсилия (1800 хил. ж.), Лион (1400 хил. ж.), Лил (1200 хил. ж.), Бордо (400 хил. ж.), Тулуза (800 хил. ж.), Ница (350 хил. ж.), Нант (300 хил. ж.), Страсбург (270 хил. ж.).

## Административно деление
96 департамента, групирани след 1956 г. в 22 икономически райони (един от тези райони е Корсика, която има особен статут), 4 задморски департамента (Гваделупа, Гвиена, Мартиника и Реюнион), 4 задморски територии (Нова Каледония, Френска Полинезия, Френски южноантарктически територии и Уолис и Футуна) и специални териториални единици – о-в Майота и о-ви Сен Пиер и Микелон.

## По-важни исторически събития и дати
VI век пр. Хр. – територията е заселена от племената гали; I век пр. Хр. – римска провинция – Галия; 406 г. – нахлуване на германски племена; 497 г. – образувана франкската държава; 1337 – 1453 г. – стогодишно война с Англия; XV век – присъединяване на Бургундия, Пикардия, Прованс, Бретан; 1572 г. – Вартоломеевата нощ – унищожаване на хугенотите; 1661 – 1715 г. – управление на Людовик XIV (кралят Слънце) – разцвет на френския абсолютизъм; 14 юли 1789 г. – превземане на Бастилията – начало на буржоазната революция; 1792 г. – провъзгласяване на Франция за република; 1799 г. – държавен преврат – Наполеон Бонапарт; 1804 г. – Бонапарт става император на Франция – Наполеон I; 1812 г. – поход в Русия и поражение на Наполеон I; 1815 г. – връщане на Наполеон и поражение в битката при Ватерлоо; 1848 г. – революция и провъзгласяване на Втора република; 1852 г. – император Наполеон III възражда монархията; 1871 г. – Парижка комуна; 1875 г. – приета е конституцията – Трета република; 1914 – 1918 г. – участие в Първата световна война – получава Елзас и Лотарингия, Саарска област, Того и Камерун; 1940 – 1944 г. – окупирана от Германия; 1946 г. – приета е конституцията на Четвъртата република; 1949 г. – влиза в НАТО; 1945 – 1954 г. – война във Виетнам – загуба на Индокитай; 1954 г. – война в Алжир; 1958 г. – Пета република; 1962 г. – загуба на Алжир.

## Държавно устройство
Република начело с президент, избиран за 7 години. Той назначава премиер-министър и правителство и ръководи Съвета на министрите. Висш законодателен орган – парламент от две палати – Национално събрание (577 депутати, избирани за 5 години) и Сенат (321 сенатора, избирани за 9 години, като на три години се обновява 1/3 от състава).Ď
Парична единица
EURO

## Индустриално развитие
Високо развита индустриално-аграрна страна. Разполага със значителни запаси от желязна руда, уранови руди, боксити, калиеви соли. Основни отрасли на индустрията – машиностроене, химическа промишленост, авиокосмическа, автомобилостроене (3 млн. леки автомобила годишно), хранително-вкусова, радиоелектронна, корабостроене, електротехническа, металургична, атомна енергетика (75 % от електроенергията), нефтопреработвателна, текстилна, шивашка и обувна и др. Селско стопанство – високо продуктивно, многоотраслово. Заети са 3 % от работоспособното население. По обем на селскостопанска продукция Франция е на трето място в света. Основни култури – пшеница, ечемик, овес, царевица, захарно цвекло, картофи, зеленчуци, плодове, лозя. Водещ отрасъл е животновъдството – специализирано млечно-месно.

## Транспорт
Шосета – 890 хил. км, от които високоскоростни – над 10 хил. км, жп линии – 31 хил. км. Речно корабоплаване по река Сена (след Париж), Рейн и канали Сена-Север, Марна-Рейн и др. Морски пристанища – Марсилия, Хавър, Дюнкерк, Нант, Бордо. Силно развит външен и международен въздушен транспорт.

## Туризъм
Силно развит. Годишно страната се посещава от над 120 млн. туристи.
Ница също е важен туристически център на Средиземно море 
От София до Париж – 1963 км